# Шрі-Ланка на літніх Олімпійських іграх 2020
Шрі-Ланку на літніх Олімпійських іграх 2020 представляли дев'ять спортсменів у семи видах спорту.

## Спортсмени
| Вид спорту     | Чоловіки | Жінки | Загалом |
| -------------- | -------- | ----- | ------- |
| Легка атлетика | 1        | 1     | 2       |
| Бадмінтон      | 1        | 0     | 1       |
| Кінний спорт   | 0        | 1     | 1       |
| Гімнастика     | 0        | 1     | 1       |
| Дзюдо          | 1        | 0     | 1       |
| Стрільба       | 0        | 1     | 1       |
| Плавання       | 1        | 1     | 2       |
| Загалом        | 4        | 5     | 9       |